# Georgia Evans
Pas d'image ? Cliquez ici

b Matchs officiels uniquement.
Georgia Evans, née le 29 septembre 1997, est une joueuse internationale galloise de rugby à XV évoluant au poste de troisième ligne centre.

## Biographie
Georgia Evans naît le 29 septembre 1997. En 2022, elle joue en club avec les Saracens. Elle compte 12 sélections en équipe du pays de Galles quand elle est retenue en septembre 2022 pour disputer sous les couleurs de son pays la Coupe du monde en Nouvelle-Zélande.
À l'automne suivant, elle fait partie des trente joueuses qui partent dans cette même île participer pour le Pays de Galles au championnat WXV 2023.